# Хърбърт Хувър
Хърбърт Кларк Хувър (на английски: Herbert Clark Hoover) е 31-вият (1929 – 1933) президент на САЩ.
Преди да заеме този пост е успешен минен инженер, филантроп и администратор. Той е най-дълго живелият оттеглил се президент – умира 31 години след напускането на поста, по време на администрацията на Линдън Джонсън, 5-ия президент след него. Рекордът му е подобрен от Джими Картър през 2012 г.

## Произход и детски години
Хувър е роден в квакерско семейство в Уест Бранч, Айова. Той е първият президент, роден на запад от река Мисисипи. И двамата му родители – Джеси Хувър и Хълда Минторн, умират, когато е малък, съответно през 1880 г. и 1884 г.
През лятото на 1885 г. младият 11-годишен „Бърт“ Хувър се качва на влака на „Юниън Пасифик“ и се отправя за Орегон. В себе си носи, освен зашитите в дрехите 20 цента, и кошница с храна, напълнена от леля му. На другия край на континента го чака чичо му Джон Минторн, доктор и училищен надзорник, за когото Хувър си спомня като за „суров на външен вид, но както всички квакери, в крайна сметка мил човек.“ Бъдещият президент живее с чичо си в Орегон за няколко години след смъртта на родителите си.
Прекараните 6 години в Орегон възпитават у Хувър вяра в собствените му възможности. „Момчешките ми амбиции бяха да мога да изкарвам собствената си прехрана без да завися от никого и никъде.“ Като момче, помагащо в офиса на компанията на чичо си, той се обучава в счетоводство и писане на машина и едновременно с това посещава бизнес училище вечерта. Благодарение на местна учителка момчето се запознава с произведенията на Чарлз Дикенс и Уолтър Скот. Дейвид Копърфийлд, друг сирак, принуден да разчита само на собствените си способности, за дълго остава любимият литературен герой на Хувър.

## Образование
През есента на 1891 г. Хувър се записва Станфордския университет в Пало Алто, Калифорния. Деен преди всичко извън класната стая, отколкото в нея, той се изявява в бейзболния и футболния отбор, отваря пералня и занималня. Обединявайки се с другите бедни момчета срещу аристократите на кампуса, той печели изборите за ковчежник и успява да ликвидира натрупаните задължения за 2000 долара на студентското правителство.
Хувър минава през доста тежки и отегчителни дейности, докато е в училището, води записките на проф. Бранер, който също го взима да му помага през лятото при картографирането на планините Озарк в Арканзас. В геологическата лаборатория на Бранер Хувър среща Лу Хенри, дъщеря на банкер, родена в Уотърлу, Айова. Лу му предава своята, идваща от Айова, любов към широките пространства и увереност в собствените си сили.
Хувър завършва през май 1895 г., 3 месеца преди 21-вия си рожден ден. Напуска Станфорд с 40 долара в джоба си и никакви изгледи за работа. Но от този колеж, насред ливадата, той получава много повече от диплома по геология. Станфорд му дава чувство за идентичност, професия и бъдеща жена.
През 1899 г. се жени за любовта си от Станфорд Лу Хенри. Отиват в Китай, където той работи за частна корпорация като водещия за Китай инженер. През юни 1900 г. Боксерското въстание заварва семейството на Хувър в Тианджин. Повече от 1 месец градът е под тежък обстрел. Жена му работи в местната болница, Хувър ръководи изграждането на барикадите и рискува живота си, за да спаси група китайски деца.
Между 1907 г. и 1912 г. Лу и Хувър обединяват усилията си в превода на един от най-ранните технически трактати „De re metallica“ на Георг Агрикола, публикувана за първи път през 1556 г. Създадените от него 670 страници и 289 изображения остават най-добрия превод на английски език на произведението на Агрикола.

## Години на филантропия
Уморен от правенето на пари, квакерската страна на Хувър изисква той да се постави в услуга на нуждаещите се. През август 1914 г. получава шанс за това, когато покушението срещу ерцхерцог Франц Фердинанд разпалва едва потисканото съперничество между европейските държави в Първата световна война, за която малко американци са били подготвени. Около 120 000 съграждани на Хувър остават блокирани от грешната страна на Атлантика, без пукната пара, объркани и нуждаещи се от помощ. Посланикът на САЩ във Великобритания изпраща спешна телеграма до Хувър с искане за помощ.
След 24 часа 500 доброволци са събрани в балната зала на хотел „Савой“, Лондон, която е превърната в огромна трапезария и разпределителен център за храна, дрехи, билети за параход и пари. „Тогава не съзнавах, но 3 август 1914 г. беше краят на моята инженерна кариера, бях поел по пътя на обществения живот“. Когато силно разстроена жена настоява за писмени гаранции, че германска подводница няма да атакува нейния кораб, Хувър с готовност предоставя такава. Заедно с 9 приятели дава на отчаяните пътници заеми с общ размер от 1,5 милиона долара. Всички те освен 400 долара са издължени обратно от хората, което потвърждава вярата на Хувър в американския характер. Разликата между диктатурата и демокрацията е проста, обичал да казва Хувър: диктатурите се организират от горе надолу, а демокрациите обратно от дъното нагоре.
Заклещена между германската армия и британската блокада, Белгия през есента на 1914 г. е изправена пред неминуем глад. Хувър е помолен да предприеме безпрецедентна хуманитарна операция в помощ на малкото кралство, което по онова време внася 80% от нужната храна. Поемането на този ангажимент означава за Хувър изоставянето на изключително успешната в световен мащаб кариера на минен инженер. Няколко дни обмисля отговора си, докато най-накрая казва на приятели „Богатството да върви по дяволите“. Той се съгласява да приеме тежката задача при 2 условия – да не получава заплата и да има властта сам да учреди и ръководи администрация, която по-късно става известна като Комисията за помощ на Белгия.
Комисията се превръща в държава в държавата, чиято единствена задача е да предоставя помощ. Има собствен флаг, флот, фабрики, мелници и железници, а месечният ѝ бюджет в размер на 12 милиона долара се прави единствено чрез доброволни дарения и правителствени заеми. Често Хувър е поемал задължения, които далеч надхвърлят личното му състояние. Той пресича Северно море повече от 40 пъти в опитите си да убеди враговете Лондон и Берлин да разрешат достигането на храна до жертвите на войната. Като краен резултат усилията на Комисията спасяват 10 милиона хора от глад.
Британците провеждат разследване дали не е германски шпионин, германците арестуват негови подчинени по същите обвинения. В САЩ сенатор Хенри Лодж подема инициатива за съставяне на комисия, която да разследва Хувър поради сътрудничеството му с врага. Теодор Рузвелт обещава на Хувър да озапти Лодж. След като САЩ влиза във войната, президентът Удроу Уилсън назначава Хувър за ръководител на Администрацията за доставка на храна. Той успява да намали консумацията на храни на войските отвъд Атлантика, не допуска въвеждането на купони в страната и дори подпомага с доставки съюзниците.

## Президентство
След като служи с успех като секретар по търговията в администрациите на Уорън Хардинг и Калвин Кулидж и води спасителните операции след голямото наводнение в Мисури от 1927 г., Хувър е посочен за претендент от Републиканската партия в изборите от 1928 г. По този повод той казва „В цялата американска история никога не сме били по-близко от пълния триумф над бедността, отколкото сега.“ Месеци по-късно стоковите пазари се сриват и страната поема спираловидно надолу в своето икономическо развитие, за да се стигне до Голямата депресия.
След срив на икономиката Хувър обявява, че ще продължи да поддържа бюджета балансиран, ще намали данъците и ще увеличи разходите за инфраструктурните проекти. Въпреки всичко той подписва Закона за митата Смут-Холи, който вдига митата за повече от 20 000 стоки, а по-късно през 1932 г. подписва и Закона за приходите, който повишава данъците и таксите, включително и пощенските такси. Тези закони често са сочени като причина за задълбочаването на депресията и са най-големите политически провали на Хувър. Политиката на Федералния резерв за ограничаване на емитирането на пари (поради страх от инфлация) също е смятана от модерните икономисти за грешна тактика от гледна точка на тогавашната ситуация.
Министър на финансите в администрацията на Хувър е Андрю Мелън, който запазва поста си, заеман от него и при Кулидж.
През 1932 г. Хувър е номиниран за втори президентски мандат, но в изборите е победен от Франклин Делано Рузвелт. Това са първите избори, в които Републиканската партия не получава мнозинството от гласовете на афроамериканското население от времето на Ейбрахам Линкълн. Тази тенденция продължава и до днес, като едва около 10% от чернокожите американци гласуват за републиканците.

### Хувър и икономиката
Отношението на Хувър към икономиката е базирано на волунтаризма. Преди да заеме президентския пост, той е сред най-големите поддръжници на развитието на икономиката чрез стимулирането на публичните частни корпорации с цел да се постигне продължителен растеж. Той се страхува, че прекалената намеса или принуда от страна на правителството ще доведе до унищожение на частната инициатива и на вярата в собствените сили, които смята за основни американски ценности. Въпреки че взема мерки за регулиране на дейности като радиопредаването и авиацията, той предпочита саморегулацията и ненамесата на правителството в икономическите отношения.
През юни 1931 г., при опита си да се справи с изключително сериозната банкова криза, обхванала Централна Европа, Хувър издава така наречения „Мораториум на Хувър“, с който се спират плащанията на репарации от страна на Германия и Франция и плащанията на Съюзниците по военните дългове към САЩ. Това действие има ефект и временно спира банковия колапс в Европа. През юни 1932 г. се провежда конференция в Швейцария, в която се стига до решението да се опростят всички германски репарации.
Икономическите възгледи на Хувър са подложени на изпитание със започването на Голямата депресия през 1929 г. Именно неговата ясно декларирана позиция в подкрепа на ненамесата във вътрешните дела на другите („laissez-faire“) води до създаване на впечатление в обществото, че това е президент, който не прави нищо.
Посоченото по-долу са икономическите мерки, предприети от Хувър, за да се помогне на икономиката да се справи с депресията:
1. подписан е Законът за незабавна помощ и възстановяване, което е първата федерална програма за намаляване на безработицата;
2. повишени са разходите, които се извършват от федералното правителство, за да се стимулира икономиката, например:
  1. поискано е от Конгреса да одобри допълнителен разход от 400 милиона долара към федералната програма за строителство;
  2. департаментът по търговията създава през декември 1929 г. подразделение за обществено строителство;
  3. повишават се субсидиите за изграждане на кораби, насочвани от Федералния борд по корабостроене;
  4. опитва се да принуди местните губернатори и те да увеличат обществените разходи, но малко от тях успяват да направят нещо в тази насока;
3. подписан е Федералният закон за предоставяне на банкови заеми за закупуване на жилища, като с него се учредява Банката за предоставяне на ипотечни кредити, която да подпомага гражданите да закупят жилища;
4. повишават се субсидиите за пострадалите фермери със Закона за продажба на земеделска продукция, но това има малък ефект;
5. учредена е Организацията за спешна помощ, за да координира локалните и частните инициативи за помощ, имаща 3000 подразделения в страната;
6. призовани са банковите мениджъри да формират Националната кредитна корпорация, за да подпомага банките с финансови затруднения и да защитава спестяванията на вложителите;
7. активно се окуражава бизнесът да поддържа високи заплати по време на депресията – много бизнесмени, най-известният от които е Хенри Форд, не само поддържат нивото на заплатите, но дори и ги повишават в началото на депресията с надеждата, че с повече пари в джобовете на консуматорите ще се обърне низходящият икономически тренд;
8. подписан е Законът за финансово възстановяване, с който е създадена Комисията за финансово възстановяване, която дава заеми на отделните щати за извършване на публични разходи и за мерки за ограничаване на безработицата, както и на банки, железници и земеделски кредитни организации.
9. повишени са митата с цел да се запазят работните места на американците – след проведени изслушвания в Бюджетната комисия на Камарата на представителите и събраните повече от 20 000 страници показания и становища относно митата Конгресът приема законодателен пакет, който Хувър подписва, макар и с някои възражения (вместо да защити американските работни места Законът за митата Смут-Холи е често считан за причината за започване на световна търговска война, която само влошава положението в страната).

С цел да плати всички тези инициативи Хувър се съгласява на едно от най-големите увеличения на данъците в американската история. Законът за приходите от 1932 г. повишава данъците за най-високите приходи от 25% на 63%. Данъкът върху сградите се удвоява, а корпоративните данъци се вдигат с 15%. Хувър насърчава Конгреса да разследва Нюйоркската стокова борса и този натиск води до различни реформи.
Мнозина считат, че горните мерки са доказателство за това, че Хувър води лява политика. По време на изборите от 1932 г. Франклин Д. Рузвелт обвинява президента, че харченето и данъците са прекалено високи, за повишаването на националния дълг и блокираната търговия, а и за милионите долари държавна помощ, налети в икономиката. Той атакува Хувър за това, че е „безразсъден и екстравагантен“ в харченето, че иска „всичко да централизира във Вашингтон възможно най-бързо.“ и че е „начело на администрацията, харчеща най-много в мирно време в цялата история досега“. Джон Гарнър – кандидатът за вицепрезидент на Рузвелт, обвинява републиканците „че водят страната надолу по пътя на социализма“.
Безработицата достига до 24,9% в края на президентския мандат на Хувър през 1933 г., когато се счита, че депресията е достигнала до дъното. Въпреки масираните интервенции на неговия наследник икономиката има минимално подобрение, безработицата пада до 14,3% през 1937 г., а след това се повишава до 19% вследствие на жестока рецесия. Едва в началото на 1940-те години икономиката се възстановява окончателно.

### Армията на бедняците
Хиляди ветерани от Първата световна война и техните семейства демонстрират във Вашингтон през юни 1932 г. с искания за незабавно плащане на допълнителните възнаграждения, обещани им със Закона за допълнителните обезщетения от 1924 г., плащането по които е трябвало да стане едва през 1945 г. Хувър изпраща армията начело с генерал Дъглас Макартър, подпомаган от младшите офицери Дуайт Айзенхауер и Джордж Патън, за да изгонят Армията на бедняците („Bonus army“) от столицата. Това нарушение на Закона за свикване на въоръжени сили от 1878 г. („Act Posse Comitatus“) и това, че раздава на събралите се хора дребни суми, колкото да се приберат, създава на Хувър образа на коравосърдечен президент, който не изпитва никаква милост към страдащите от Голямата депресия хора.

## Достиженията на администрацията
Макар че президентството на Хувър има силно негативни последици за страната, то има и важни достижения.
Президентът разширява достъпа до обществените услуги, прекратява договорите за отдаване на наем на петролните полета, а прокуратурата успява да осъди известния гангстер Ал Капоне. Той назначава комисия, която заделя 3 милиона акра земя за национални паркове и 2,3 милиона акра за защитени гори; назначава Федералния борд за фермерите, който се опитва да измени в положителна насока цените на фермите; удвоява броя на болниците за ветерани; създава антитръстова дирекция в Министерството на правосъдието, реформира Федералното бюро за затворите и други.
Във външната политика полага основите на концепцията на Рузвелт за „Политиката на добрия съсед“, като изтегля американските войски от Никарагуа и Хаити.

## Годините след президентството
Опонентите в Конгреса, които саботират програмата му, за да извлекат собствени политически облаги, описват Хувър като жесток и безсърдечен президент.
Той губи съкрушително изборите през 1932 г. Хувър се превръща по време на управлението на Рузвелт в остър критик на Новия курс, като предупреждава за прекалено голямата според него намеса на държавата в икономиката. Своите притеснения и съмнения изразява в книгата си „Предизвикателство към свободата“, в която говори за фашизма, комунизма и социализма като врагове на традиционните американски свободи.
През 1947 г. президентът Хари Труман го назначава в комисия, която той оглавява, за преглед на изпълнителните департаменти – „Комисията Хувър“. Той е назначен за председател на същата комисия и от Дуайт Айзенхауер през 1953 г. Умира на 90-годишна възраст в Ню Йорк Сити на 20 октомври 1964 г.